# Barris de Sant Josep Obrer
Els Barris de Sant Josep Obrer de la ciutat de Reus estan formats per diferents agrupacions d'habitatges: 

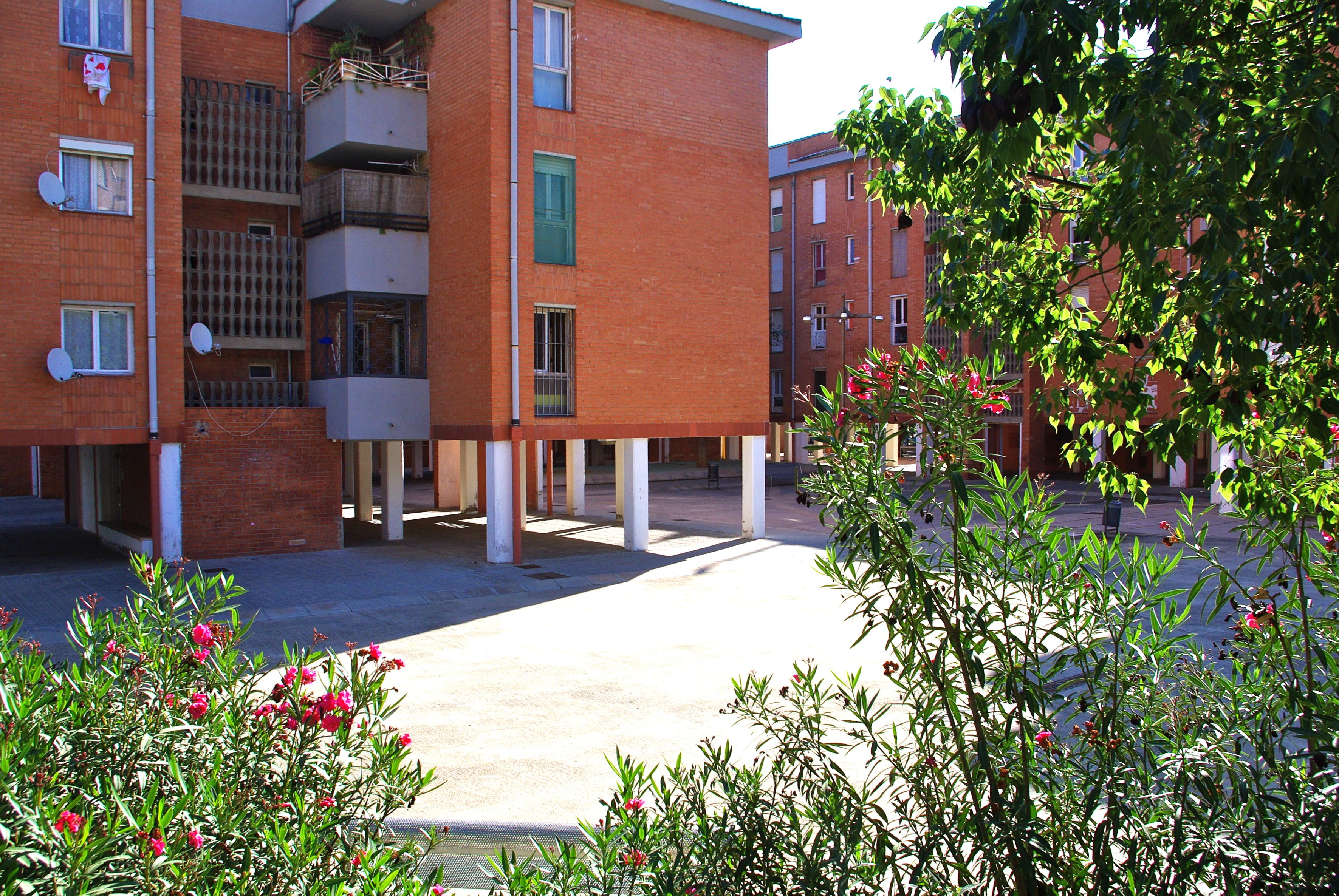
Urbanització del Mas del Pellicer

- El Barri de Sant Josep Obrer, pròpiament dit, es va crear als afores de la ciutat durant els anys seixanta per assumir part de la immigració andalusa, apartat del centre per la via del tren i format per cases de planta baixa que els primers temps poc podrien diferenciar-se de les barraques. Amb el temps s'han anat millorant. Ocupa l'espai comprès entre la riera del Molinet i la drecera del Gas. Els carrers porten noms de marededéus venerades a l'estat espanyol.[1] És un conjunt de 200 parcel·les destinades a cases unifamiliars construïdes entre l'any 1940 i el 1955, d'unes cinc hectàrees d'extensió. La divisió dels terrenys es va fer entre conreus, i el barri està format per parcel·les de mida variable i 20 metres de fondària, amb façana a carrers de cinc metres i mig d'amplada.[2]

- Mas del Pellicer, és un barri de blocs de protecció oficial construïts per l'estat els anys setanta i actualment gestionats per l'empresa pública ADIGSA. Situat a la Raureda, dins de l'angle agut que formen la riera del Molinet i la riera del Boix o de la Beurada, quan s'ajunten. Queda entre la drecera el Gas i el camí de Constantí. Representa la continuació oriental del barri de sant Josep Obrer.[1] Format per la intersecció de blocs de poca profunditat, entre 8 i 10 metres, genera una malla que forma carrers sense trànsit, i amb la planta baixa alliberada, que dona transparència al conjunt però evita la instal·lació d'equipaments i botigues, i les cases són només habitatges.[3]

- Mas de l'Abelló, és una urbanització situada a l'antic mas o hort de l'Abelló, que limita amb els altres dos però que està format per cases unifamiliars o aparellades de famílies de classe mitjana, i per blocs de planta baixa i tres pisos. L'aparició d'aquest barri ha començat a posar en contacte els altres dos barris amb la resta de la ciutat. Havia estat un dels horts importants de la ciutat.[1] Els quatre blocs de cases existents van ser dissenyats per Òscar Tusquets, i es disposen amb la façana principal cap a la rambla que es va obrir a la zona per tal de comunicar els barris entre ells i amb la ciutat. Les cantonades dels blocs tenen locals comercials.[4]

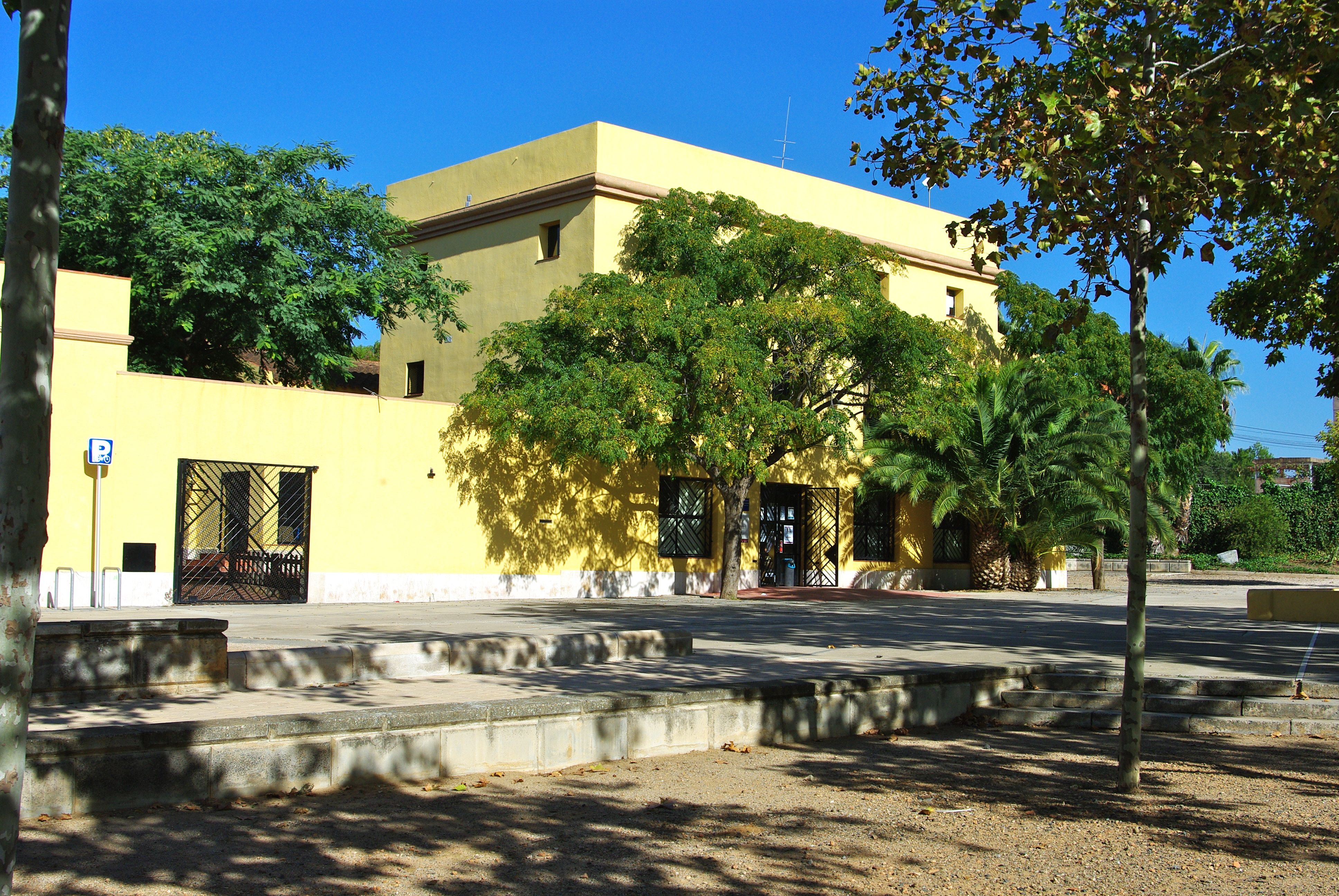
Mas de l'Abelló, ara Centre Cívic

El barri de Sant Josep Obrer, per les seves condicions degradades, era el de pitjor fama del Baix Camp durant els anys 80 i 90. Hi va haver un llarg període de lluites veïnals, quan a finals dels anys 80 es van enllestir uns blocs anomenats Sant Josep Obrer Nou, a partir de la construcció d'uns habitatges de promoció pública on es va descobrir una malversació de diners que va afectar la qualitat dels pisos. Els que van poder van marxar del barri, i moltes cases van quedar buides o en males condicions, i també els espais comunitaris. En un context general de crisi, això va portar al consum i al tràfic de drogues i es van instal·lar màfies a la zona que es movien impunement. L'associació de veïns va iniciar una forta lluita reivindicativa contra aquestes màfies i demanant també una nova escola, ja que la que tenia el barri des del 1980 patia greus deficiències. Van organitzar grans manifestacions, fin i tot tallant diverses vegades la carretera de Tarragona, i el 1984 es va construir una nova escola, anomenada Rosa Sensat, que es va integrar a la xarxa d'Escoles d'Acció Especial, que presentava un programa específic d'integració dels nens i nenes gitanos. L'any 1985 l'escola va patir un robatori que pràcticament la va deixar buida, i com que l'associació de veïns quasi no es va moure hi va haver un canvi de junta, amb persones més reivindicatives. Les màfies van pressionar i van amenaçar de mort al nou president, però l'associació torna a denuncial el tràfic de drogues i la prostitució infantil. Hi va haver tirotejos al carrer, on van ferir una nena i es van organitzar mobilitzacions davant de l'Ajuntament i el Govern Civil. Als espais deshabitats s'hi havien instal·lat persones conflictives, i la lluita es va centrar en fer-los fora. L'any 1989 es van pactar unes normes de convivència amb el Consell d'Ancians Gitanos.
Gràcies a les inversions de les administracions i al creixement de la ciutat el barri es veu abocat a dissoldre's dintre l'entramat urbà. Cal destacar el treball per a la convivència i el millorament que diverses associacions i organitzacions han fet per normalitzar el barri.
La instal·lació del Tecnoparc, amb les universitats i l'Hospital Universitari de sant Joan tocant mateix al barri, a l'altra banda de l'autovia de Bellissens, se suposen elements que poden canviar la fesomia d'aquest nucli. El 2008 s'ha millorat l'accés al barri amb una ampliació de l'entrada per sota la via del ferrocarril, que l'enllaça de forma ràpida amb la ciutat.